# Hisatsugu Ishii
Hisatsugu Ishii, in giapponese 石井 久継? (Kurashiki, 7 luglio 2005), è un calciatore giapponese, attaccante del Shonan Bellmare.

## Carriera

### Club
Nato a Kurashiki nella prefettura di Okayama, ha iniziato la sua carriera con il Fukuyama Rosas Seleson, dove ha giocato fino all'età di dodici anni, prima di unirsi alla squadra giovanile dello Shonan Bellmare nel 2018. Ha fatto il suo debutto nella J1 League contro il Cerezo Osaka il 20 maggio 2023, sostituendo Kosuke Onose.

### Nazionale
Con la nazionale giapponese under-20 ha preso parte al campionato asiatico under-20 del 2025, segnando la prima rete nella vittoria per 3-0 contro la Thailandia under-20.

## Statistiche

### Presenze e reti nei club
Statistiche aggiornate 10 agosto 2025.
| Stagione        | Squadra         | Campionato      | Campionato | Campionato | Coppe nazionali | Coppe nazionali | Coppe nazionali | Coppe continentali | Coppe continentali | Coppe continentali | Altre coppe | Altre coppe | Altre coppe | Totale | Totale |
| Stagione        | Squadra         | Comp            | Pres       | Reti       | Comp            | Pres            | Reti            | Comp               | Pres               | Reti               | Comp        | Pres        | Reti        | Pres   | Reti   |
| --------------- | --------------- | --------------- | ---------- | ---------- | --------------- | --------------- | --------------- | ------------------ | ------------------ | ------------------ | ----------- | ----------- | ----------- | ------ | ------ |
| 2023            | Shonan Bellmare | J1              | 4          | 0          | CG+CdL          | 2+2             | 1+0             |                    | -                  | -                  |             | -           | -           | 8      | 1      |
| 2024            | Shonan Bellmare | J1              | 14         | 1          | CG+CdL          | 1+1             | 0               |                    | -                  | -                  |             | -           | -           | 16     | 1      |
| 2025            | Shonan Bellmare | J1              | 8          | 1          | CG+CdL          | 1+1             | 0               |                    | -                  | -                  |             | -           | -           | 10     | 1      |
| Totale carriera | Totale carriera | Totale carriera | 26         | 2          |                 | 8               | 1               |                    | -                  | -                  |             | -           | -           | 34     | 3      |